# Thomas Lindström
Thomas Lindström, född 31 juli 1952, är en svensk racerförare som tävlade för Norrköpings MK.
Lindström drev tidigare däckföretaget TL Racing AB. Däcksverksamheten såldes dock under 2018 och Thomas är numera pensionerad.

## Meriter
- 1972 - 4;a Volvo 140 cupen
- 1973 - 4;a Volvo 140 cupen
- 1974 - 2;a Skandinaviska Volvo 140 cupen
- 1974 - 1;a Svenska Volvo 140 cupen
- 1974 - 1;a RM i Volvo 140 cupen
- 1975 - 1;a Svenska Volvo 140 cupen
- 1975 - 1;a RM i Volvo 140 cupen
- 1975 - 4;a SSK Klass S1, Volvo 142
- 1976 - 4;a RM i Standard Racing, Volvo 142
- 1977 - 1;a SM i Standard Racing, Volvo 142
- 1978 - 8;a SM klass 2, Special Saloon, VW Scirocco GTI
- 1979 - EM i Grupp 2, VW Sirocco GTI
- 1979 - 2;a i VW Golf cup, VW Golf GTI
- 1980 - 1;a SM Grupp 1+=max 1600cc, VW Golf GTI
- 1981 - 1;a SM Grupp 1+=max 1600cc, VW Golf GTI
- 1981 - 1;a NM i VW Golf cup, VW Golf GTI
- 1982 - 1;a i VW Golf cup, VW Golf GTI
- 1982 - 1;a SM Grupp A 1600cc, VW Golf GTI
- 1983 - EM i Grupp A, Volvo 240 turbo
- 1983 -  1;a NM i Grupp A, Volvo 240 turbo
- 1984 - EM i Grupp A, Volvo 240 turbo
- 1985 - 1;a EM i Grupp A, Volvo 240 turbo
- 1986 - 5;a EM i Grupp A, Volvo 240 turbo
- 1987 - EM i Grupp A, Alfa Romeo 75 TLR
- 1988 - EM i Grupp A, Maserati
- 1989 - 5;a i SM i Grupp A, Maserati